# Клавдій Дуж-Душевський
Клавдій Степанович Дуж-Душевський (біл. Клаўдзій Сцяпанавіч Дуж-Душэўскі, пол. Klaudiusz Duż-Duszewski, лит. Klaudijus Dušauskas-Duž; 27 березня 1891, за іншими джерелами 26 березня — 25 лютого 1959, Вільнюс, за іншими даними Каунас) — білоруський архітектор, видавець, журналіст, громадський діяч. Вважається одним з творців прапора БНР.

## Біографія
Закінчив Вільнюську реальну гімназію. Грав Криницького у п'єсі «Павлінка» Янки Купали. У 1912—1917 роках навчався у Петербурзькому гірському інституті. Брав участь у видавництві часопису «Ранок». За його свідченнями, він створив ескіз білоруського національного прапора. 1917 року вступив в Білоруську соціалістичну громаду (БСГ), у червні — жовтні 1917 року був членом ЦК і президії. Учасник З'їзду білоруських національних організацій (березень 1917 року, Мінськ), Всеросійської демократичної наради (вересень 1917 року, Петроград) та інш.
1918 року працював завідувачем одного з відділів Білнацкому. Після розпаду БСГ (літо 1918) перебував у Білоруській партії соціалістів-революціонерів. З квітня 1919 року перебував у Вільнюсі: член Білоруського національного комітету, голова Центральної білоруської ради Віленщини та Городенщини (травень — липень 1919), очолював комітет Білоруського товариства допомоги потерпілим від війни, один з ініціаторів створення Білоруської військової комісії. Восени 1919 року був дипломатичним представником уряду БНР у країнах Балтії, державним секретарем в уряді Ластовського. Викладав у Вільнюській білоруській гімназії та на білоруських курсах викладачів. На початку 1921 року був арештований польською владою. Звільнений 7 лютого 1921 року. Після цього переїхав у Литву, у Каунас.

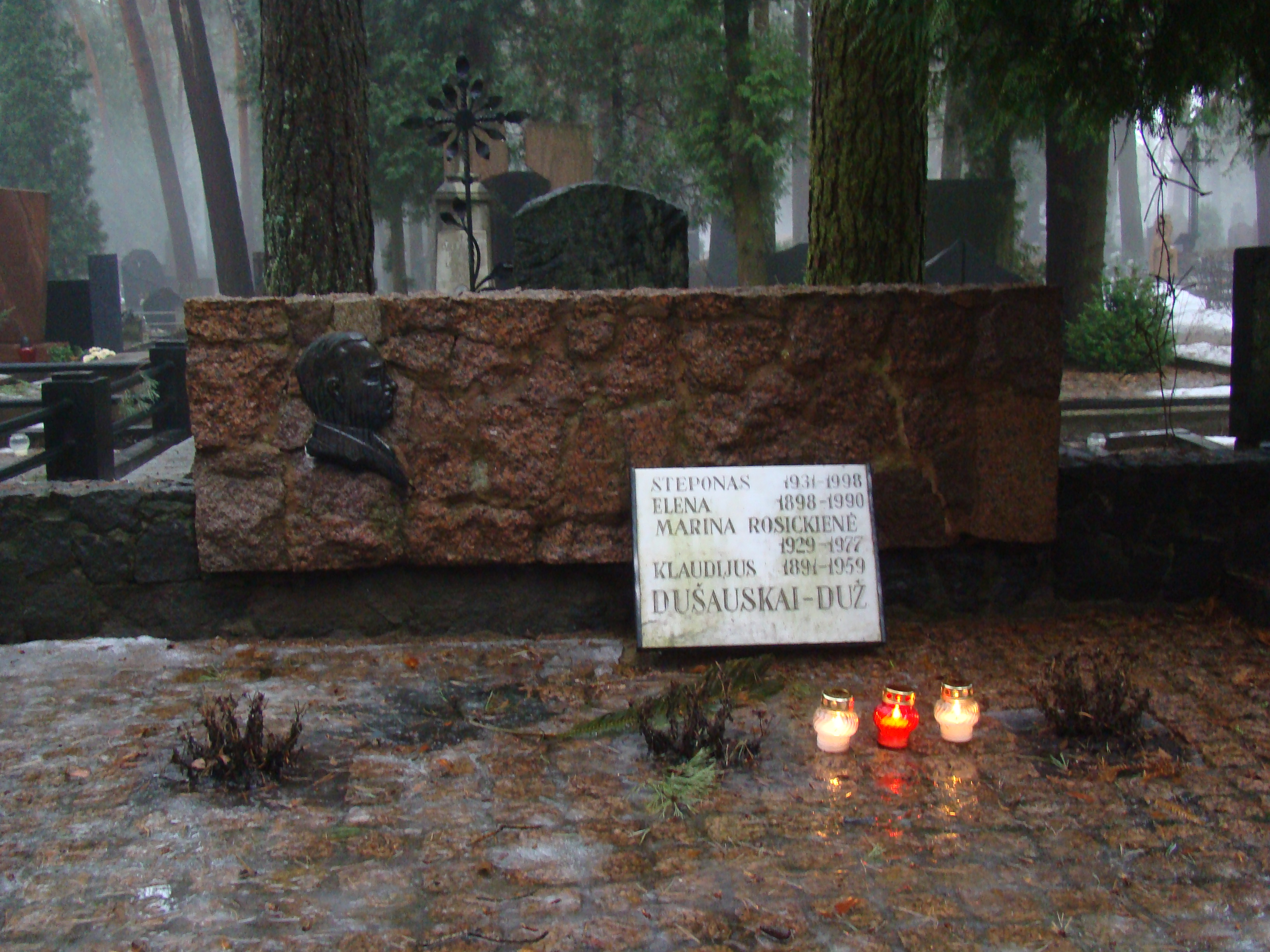
Могила Клавдія Дуж-Душевського в Ковні (Каунасі)

У 1920—1930 роки працював у Міністерстві білоруських справ, Міністерстві закордонних справ, союзі Литви; один з керівників Білоруського центру в Литві, Литовсько-Білоруського товариства. 1927 року закінчив Литовський університет у м. Каунасі.
З початком першої радянської окупації Литви Дуж-Душевський потрапив до радянської в'язниці. Під час німецької окупації його за допомогу євреям запроторили до нацистського концтабору. 13 квітня 2004 року Клавдіуш та Алена Дуз-Душевські отримали посмертну Хрест Порятунку тих, хто гине від президента Литви за порятунок євреїв. Це сталося на прохання єврейської громади Литви.
У 1944—1946 роках працював доцентом у Каунаському університеті. У 1946—1947 роках був арештований радянською владою. У лютому 1952 року Душевський як «активний білоруський націоналіст» був знову арештований та засуджений до 25 років ув'язнення у радянських таборах. Був звільнений у квітні 1955 року. Працював в інституті «Литбудпроект».
Похований у Каунасі.

## Творчість
Автор десятків будинків у Каунасі, Паневежисі, Клайпеді, Шяуляйях. Редактор часопису «Білоруський осередок».
Саме він на підставі історичних свідчень і кольорів народного одягу та орнаментів він створив у свій час ескіз прапору БНР. У грудні 1917 року у Мінську під час Всебілоруського з'їзду біло-червоно-білий стяг вже однозначно вважався національним символом Білорусі.